# Seznam československých ministrů bez portfeje
Toto je chronologický seznam ministrů bez portfeje Československa v letech 1918–1992.

## Seznam
| První republika                         | První republika | První republika    | První republika | První republika | První republika                       |
| Č.                                      |                 | Ministr            | Fotografie      | Strana          | Funkční období                        |
| --------------------------------------- | --------------- | ------------------ | --------------- | --------------- | ------------------------------------- |
| 1.                                      |                 | Mořic Hruban       |                 | KNS/ČSL         | 14. listopadu 1918 – 8. července 1919 |
| 2.                                      |                 | Franz Spina        |                 | BdL             | 4. června 1935 – 23. března 1938      |
| 3.                                      |                 | Erwin Zajiček      |                 | DCV             | 2. července 1936 – 24. března 1938    |
| 4.                                      |                 | Hugo Vavrečka      |                 | ČSNS            | 22. září 1938 – 4. října 1938         |
| 5.                                      |                 | Petr Zenkl         |                 | ČSNS            | 22. září 1938 – 4. října 1938         |
| 6.                                      |                 | Stanislav Bukovský |                 | nestraník       | 22. září 1938 – 4. října 1938         |
| 7.                                      |                 | Imrich Karvaš      |                 | nestraník       | 24. září 1938 – 4. října 1938         |
| 8.                                      |                 | Matúš Černák       |                 | HSĽS            | 24. září 1938 – 4. října 1938         |
| Druhá republika                         |                 |                    |                 |                 |                                       |
| Č.                                      |                 | Ministr            | Fotografie      | Strana          | Funkční období                        |
| 1.                                      |                 | Hugo Vavrečka      |                 | ČSNS            | 4. října 1938 – 1. prosince 1938      |
| 2.                                      |                 | Stanislav Bukovský |                 | nestraník       | 4. října 1938 – 1. prosince 1938      |
| 3.                                      |                 | Ivan Párkányi      |                 | nestraník       | 4. října 1938 – 14. října 1938        |
| 4.                                      |                 | Karol Sidor        |                 | HSĽS            | 1. prosince 1938 – 14. března 1939    |
| 5.                                      |                 | Jiří Havelka       |                 | SNJ             | 1. prosince 1938 – 15. března 1939    |
| Poválečné Československo                |                 |                    |                 |                 |                                       |
| Č.                                      |                 | Ministr            | Fotografie      | Strana          | Funkční období                        |
| 1.                                      |                 | Alois Vošahlík     |                 | ČSL             | 2. července 1946 – 18. července 1946  |
| Komunistický režim                      |                 |                    |                 |                 |                                       |
| Č.                                      |                 | Ministr            | Fotografie      | Strana          | Funkční období                        |
| 1.                                      |                 | Július Maurer      |                 | KSČ             | 31. ledna 1953 – 16. června 1956      |
| 2.                                      |                 | Zdeněk Nejedlý     |                 | KSČ             | 14. září 1953 – 9. března 1962        |
| 3.                                      |                 | Josef Tesla        |                 | KSČ             | 31. července 1957 – 6. března 1959    |
| 4.                                      |                 | Václav Ouzký       |                 | KSČ             | 15. října 1958 – 9. února 1959        |
| 5.                                      |                 | Vasil Biľak        |                 | KSČ             | 11. července 1960 – 5. ledna 1963     |
| 6.                                      |                 | Pavol Majling      |                 | KSČ             | 11. července 1960 – 27. června 1961   |
| 7.                                      |                 | Stanislav Vlna     |                 | KSČ             | 11. července 1960 – 11. července 1962 |
| 8.                                      |                 | Ján Marko          |                 | KSČ             | 10. listopadu 1965 – 8. dubna 1968    |
| 9.                                      |                 | Václav Hůla        |                 | KSČ             | 8. dubna 1968 – 30. dubna 1968        |
| 10.                                     |                 | Bohuslav Kučera    |                 | ČSS             | 1. ledna 1969 – 9. prosince 1971      |
| 11.                                     |                 | Jan Pauly          |                 | ČSL             | 1. ledna 1969 – 1. ledna 1971         |
| 12.                                     |                 | Karol Martinka     |                 | KSČ             | 28. ledna 1970 – 1. ledna 1971        |
| 13.                                     |                 | Marián Čalfa       |                 | KSČ             | 21. dubna 1988 – 3. prosince 1989     |
| 14.                                     |                 | Alfréd Šebek       |                 | KSČ             | 19. června 1989 – 10. prosince 1989   |
| 15.                                     |                 | František Reichel  |                 | ČSL             | 3. prosince 1989 – 10. prosince 1989  |
| 16.                                     |                 | Viliam Roth        |                 | nestraník       | 3. prosince 1989 – 10. prosince 1989  |
| 17.                                     |                 | Richard Sacher     |                 | ČSL             | 10. prosince 1989 – 30. prosince 1989 |
| 18.                                     |                 | Róbert Martinko    |                 | nestraník       | 10. prosince 1989 –                   |
| Česká a Slovenská Federativní Republika |                 |                    |                 |                 |                                       |
| Č.                                      |                 | Ministr            | Fotografie      | Strana          | Funkční období                        |
| 1.                                      |                 | Róbert Martinko    |                 | nestraník       | – 13. února 1990                      |
| 2.                                      |                 | Vladimír Príkazský |                 | OF              | 13. února 1990 – 27. června 1990      |
| 3.                                      |                 | Karel Havlík       |                 | ČSL             | 11. května 1990 – 27. června 1990     |